# Стайлз, Каллум
Ка́ллум Джон Стайлз (англ. Callum John Styles; род. 27 марта 2000, Бери, Северо-Западная Англия) — английский и венгерский футболист, полузащитник клуба «Вест Бромвич Альбион» и сборной Венгрии. Участник чемпионата Европы 2024.

## Клубная карьера
Стайлз — воспитанник клуба «Бери». 8 мая 2016 года в матче против «Саутенд Юнайтед» он дебютировал в Первой лиге Англии. В 2018 году Каллум перешёл в «Барнсли», но ещё полгода выступал за Бери на правах аренды. В начале 2019 года Стайлз вернулся из аренды. 9 марта в матче против «Аккрингтон Стэнли» он дебютировал за новую команду. По итогам сезона Каллум помог клубу выйти в более высокий дивизион. 10 августа в матче против «Шеффилд Уэнсдей» он дебютировал в Чемпионшипе. 22 июля 2020 года в поединке против «Брентфорда» Каллум забил свой первый гол за «Барнсли».
Летом 2022 года Стайлз на правах аренды перешёл в «Миллуолл». 3 сентября в матче против «Кардифф Сити» он дебютировал за новый клуб. 22 октября в поединке против «Вест Бромвич Альбион» Каллум забил свой первый гол за «Миллуолл».
1 февраля 2024 года до конца сезона был отдан в аренду в клуб «Сандерленд». Он стал вторым венгром в истории клуба (после Мартона Фюлёпа). 24 февраля в матче против «Суонси Сити» он дебютировал за новую команду.

## Международная карьера
Бабушка Стайлза была венгеркой и поэтому он принял решение выступать за сборную этой страны. 24 марта 2022 года в товарищеском матче против сборной Сербии Стайлз дебютировал за сборную Венгрии.
В 2024 году Стайлз принял участие в чемпионате Европы 2024 в Германии. На турнире он сыграл в матче против сборной Шотландии.